# Jordanus
Jordan, Jordanus, en dominikanbroder, anlände till Indien 1321 som den förste kristne missionären i detta land.
Jordan färdades till Indien tillsammans med fyra franciskaner, som dock gick i land vid Tana, på den indiska västkusten, där de slogs ihjäl av de muslimska Khasis. Jordan besökte istället de tomaskristna områdena i södra Indien, innan han inom kort återvände till Europa, där han 1330 av påven vigdes till biskop av Quilon (en ort i södra Indien). Efter vigningen återvände Jordan till Indien för att fullgöra sina åligganden som biskop.